# Cappon magro

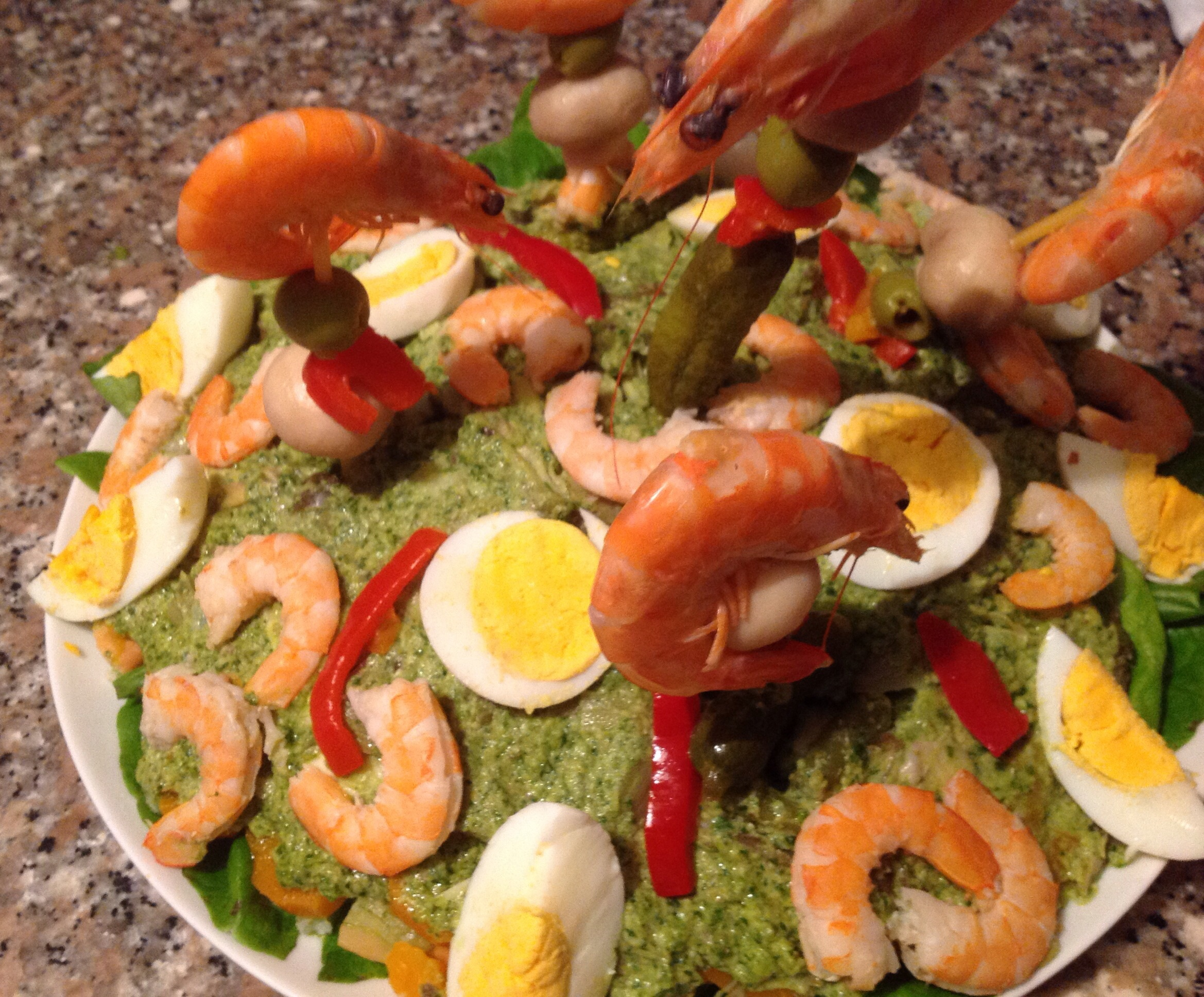
Cappon magro

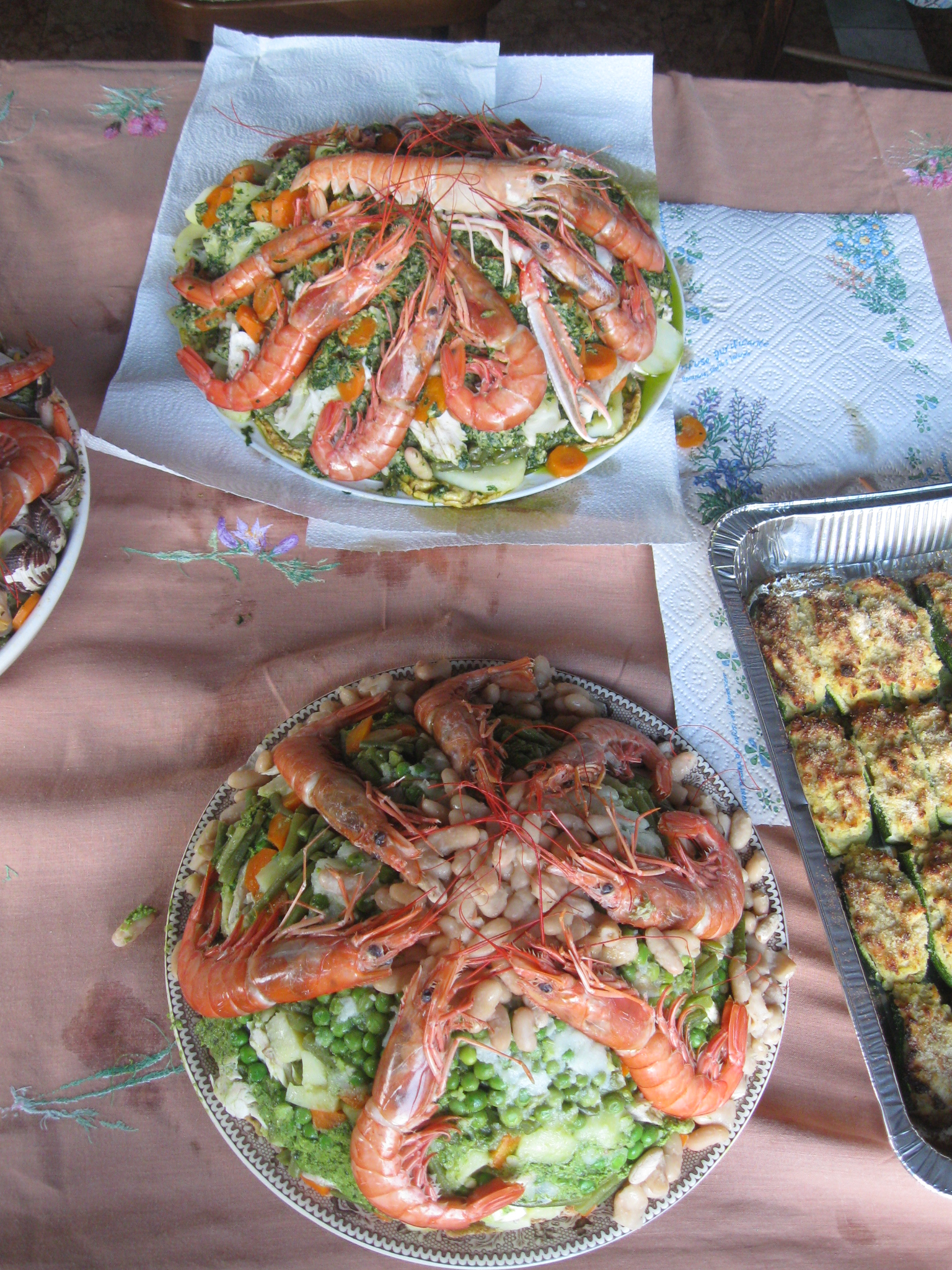
Cappon magro

Cappon magro ist ein Gericht der ligurischen Küche, dessen Name Fastenhahn bedeutet, das aber aus Fisch, Meeresfrüchten und Gemüse besteht. 
Für den pyramidenartig aufgeschichteten Fischsalat werden die Zutaten in einer symmetrischen Anordnung aufgetürmt, jede Schicht mit einer reichhaltigen grünen Soße bedeckt und das Gebilde üppig mit verschiedenen Fischfilets, Schalentieren, Hummern, Austern, Garnelen sowie mit Vierteln hartgekochter Eier verziert.

## Wortherkunft
Der Begriff bzw. die Rechtschreibung ist zweideutig: Cappon (mit zwei oder einem P geschrieben) kann sowohl einen Kapaun (kastrierter Masthahn) bezeichnen, der während der Fastenzeit verboten ist, als auch einen der Fische, die während der Fastentage erlaubt sind, wie die dekorativ leuchtenden roten Skorpionfische (Cappone oder Cappoun) oder Knurrhähne.

## Zubereitung
Die Zubereitung ist zeitaufwändig und kann aufgrund des Kochens, Schälens, Entgrätens und Schneidens der vielen Zutaten beispielsweise „drei Leute für fünf Stunden in Anspruch nehmen“. Der Cappon magro sollte in einer großen Menge zubereitet werden, um eine gute optische Wirkung erzielen zu können, die Zutaten sind nicht festgelegt. In Genua wird das Gericht auf einem Bett aus eingeweichtem Schiffszwieback aufgebaut, in farbig abgestimmten Schichten kommen gekochte Kartoffeln, Karotten, Blumenkohl, Rote Bete, grüne Bohnen, Artischockenherzen, Weißfisch, Austern, Krabben u. a. in Frage. Die grüne Soße besteht aus Petersiliengrün, Anchovis, Kapern, Oliven, hart gekochtem Eigelb, Knoblauch und Fenchel, die in einem Mörser mit Öl und Essig zerrieben werden.

## Geschichte
Der Cappon Magro erinnert an die üppig dekorierten „großen Salate“ der Bankette des 17. Jahrhunderts, die auf riesigen Servierplatten angeordnet waren, und ist der riesigen Salatplatte auf einem Gemälde sehr ähnlich, das dem italienischen Maler Carlo Cane (1618–1688) zugeschrieben wird.
Die italienische Kochbuchautorin Ada Boni (1881–1973) beschrieb den Aufbau eines Cappon magro: Als Sockel eine Schicht Schiffszwieback (zuvor in Essigwasser eingeweicht und ausgedrückt) wurden verschiedene Schichten von Gemüse in abwechselnden Farben gelegt, ein wenig Fisch und etwas Kräutersoße, bis eine Kuppel entsteht, an deren Rand die Filets feinster Fische angesetzt werden können. Mit Sardellen, Oliven, Garnelen und Spalten aus hartgekochten Eiern usw. garnieren. Das italienische Wort cappon hat wahrscheinlich die gleichen Wurzeln wie das französische Wort chapon, genauso wie das italienische magro bzw. das französische maigre eine Bezeichnung für ein Fastenessen ist.